# Shangri-La Hotels and Resorts
Shangri-La Hotels and Resorts (en chino tradicional, 香格里拉酒店) es la entidad comercial de Shangri-La International Hotel Management Limited, una multinacional de hostelería con sede en Hong Kong, China. Fundada por el magnate malayo Robert Kuok en 1971, tiene más de cien hoteles y resorts de lujo en todo el mundo, con un total de más de 40 000 habitaciones. La sede central de la empresa está en el Kerry Centre, en la zona de Quarry Bay.
Shangri-La tiene cinco marcas que abarcan diferentes segmentos del mercado: Shangri-La Hotels, Shangri-La Resorts, Traders Hotels, Kerry Hotels y Hotel Jen. Los establecimientos de la cadena se pueden encontrar en África, Asia, Oriente Medio, Canadá, Oceanía y Europa.

## Historia
El primer hotel del Shangri-La Hotels and Resorts Group fue el Shangri-La Hotel Singapore, que abrió sus puertas en 1971. El nombre de la cadena procede del lugar mítico Shangri-La, descrito en la novela de 1933 Horizontes perdidos del escritor británico James Hilton.

## Empresas
- Shangri-La Asia Limited tiene su sede en las Bermudas con responsabilidad limitada.[7] Cotiza principalmente en la Bolsa de Hong Kong (código bursátil 00069) con una cotización secundaria en la Bolsa de Singapur (código S07.SI) y un American Depositary Receipt que cotiza como SHALY.[8]
- Shangri-La Hotels (Malaysia) Berhad tiene su sede en Malasia con responsabilidad limitada y cotiza en la Bolsa de Malasia (código 5517).
- Shangri-La Hotel Public Company Limited tiene su sede en Tailandia con responsabilidad limitada y cotiza en la Bolsa de Tailandia (código SHANG).

## Hoteles

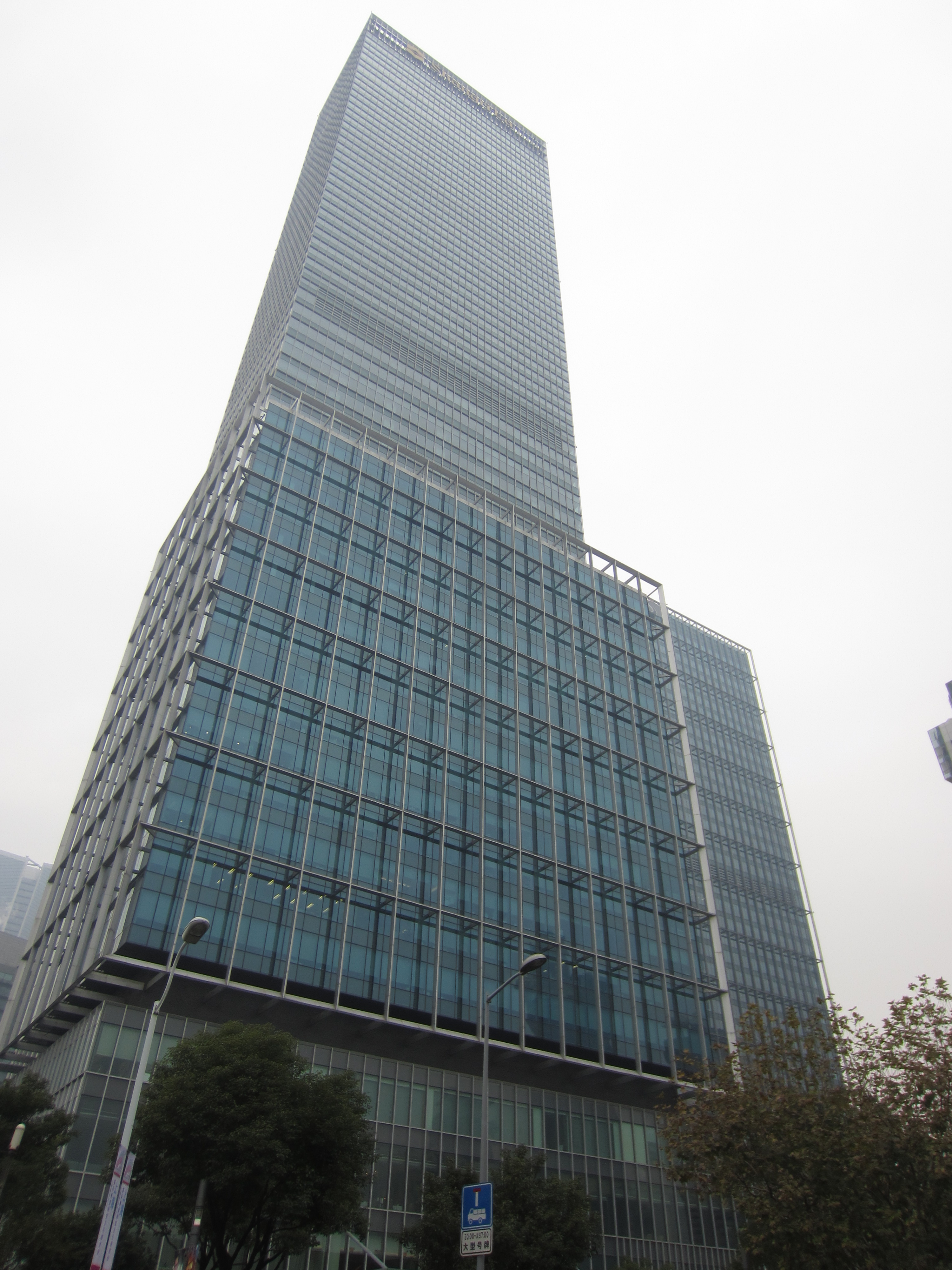
Jing An Shangri-La, Shanghái.

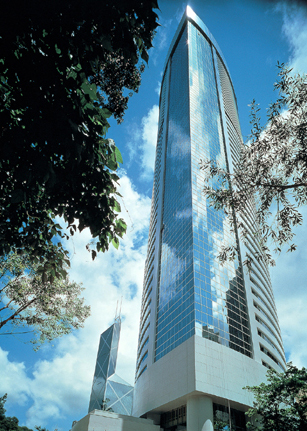
Island Shangri-La, Hong Kong.

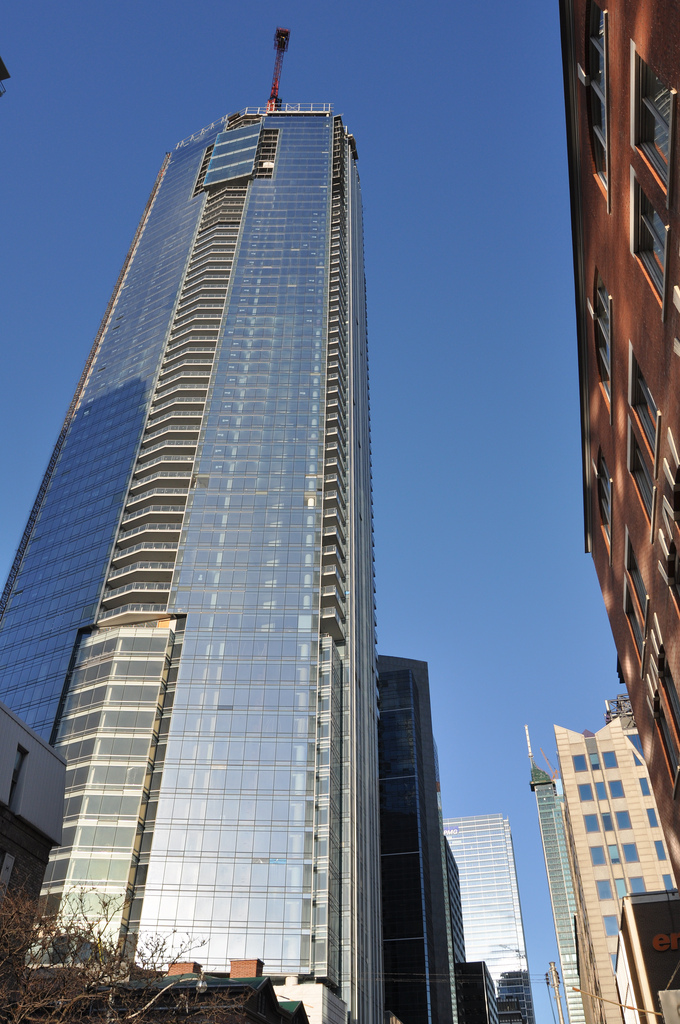
Shangri-La Toronto.

### Asia
Birmania
- Sule Shangri-La Hotel, Rangún
- Shangri-La Serviced Apartments, Rangún

Camboya
- Shangri-La Hotel, Nom Pen

China
- Shangri-La Hotel, Baotou
- Shangri-La Hotel, Beihai
- Shangri-La Hotel, Cantón
- Shangri-La Hotel, Changchun
- Shangri-La Hotel, Changzhou
- Traders Fudu Hotel, Changzhou
- Shangri-La Hotel, Chengdu
- Shangri-La Hotel, Dalian
- Shangri-La Hotel, Fuzhou
- Shangri-La Hotel, Guilin
- Shangri-La Hotel, Haikou
- Shangri-La Hotel, Hangzhou
- Midtown Shangri-La, Hangzhou
- Shangri-La Hotel, Harbin
- Songbei Shangri-La, Harbin
- Shangri-La Hotel, Hefei
- Shangri-La Hotel, Hohhot
- Shangri-La Hotel, Jinan
- Shangri-La Hotel, Lhasa
- Shangri-La Hotel, Manzhouli
- Shangri-La Hotel, Nanchang
- Shangri-La Hotel, Nankín
- Shangri-La Hotel, Nanning (2021)
- Shangri-La Hotel, Ningbo
- China World Hotel, Pekín
- China World Summit Wing, Pekín
- Shangri-La Hotel, Pekín
- Hotel Jen Pekín
- Kerry Hotel, Pekín
- Shangri-La Hotel Shougang Park, Pekín (2021)
- Shangri-La Hotel, Putian (2021)
- Shangri-La Hotel, Qingdao
- Shangri-La Hotel, Qinhuangdao
- Shangri-La Hotel, Qufu
- Shangri-La's Sanya Resort & Spa, Sanya
- Jing An Shangri-La, Shanghái
- Pudong Shangri-La, Shanghái
- Kerry Hotel, Pudong, Shanghái
- Shangri-La Hotel, Qian Tan, Shanghái (2021)
- Shangri-La Hotel, Shangri-La
- Shangri-La Hotel, Shenyang
- Hotel Jen Shenyang
- Futian Shangri-La, Shenzhen
- Shangri-La Hotel, Shenzhen
- Shangri-La Hotel, Suzhou
- Shangri-La Hotel, Suzhou Yuanqu
- Shangri-La Hotel, Tangshan
- Shangri-La Hotel, Tianjin
- Shangri-La Hotel, Wenzhou
- Shangri-La Hotel, Wuhan
- Shangri-La Hotel, Xian
- Shangri-La Hotel, Xiamen
- Shangri-La Hotel, Yangzhou
- Shangri-La Hotel, Yiwu
- Shangri-La Hotel, Zhengzhou (2022)
- Shangri-La Hotel, Zhoushan

Filipinas
- Shangri-La's Boracay Resort & Spa, Borácay
- Shangri-La's Mactan Resort & Spa, Cebú
- Makati Shangri-La, Manila
- Edsa Shangri-La, Manila
- Shangri-La at the Fort, Manila
- Hotel Jen Manila

Hong Kong
- Kowloon Shangri-La, Hong Kong
- Island Shangri-La, Hong Kong[10]
- Kerry Hotel Hong Kong[11]
- Hotel Jen Hong Kong

India
- Shangri-La Hotel, Bangalore
- Shangri-La's - Eros Hotel, Nueva Delhi

Indonesia
- Shangri-La's Bali Resort & Spa, The Maj Nusa Dua
- Shangri-La Hotel, Yakarta
- Shangri-La Hotel, Surabaya

Japón
- Shangri-La Hotel, Tokio

Malasia
- Hotel Jen Puteri Harbour, Johor Bahru
- Shangri-La's Rasa Ria Resort & Spa, Kota Kinabalu
- Shangri-La's Tanjung Aru Resort & Spa, Kota Kinabalu
- Shangri-La Hotel, Kuala Lumpur
- Traders Hotel, Kuala Lumpur[12]
- Golden Sands Resort, Penang
- Shangri-La's Rasa Sayang Resort & Spa, Penang
- Hotel Jen, Penang

Maldivas
- Shangri-La's Villingili Resort & Spa, Seenu
- Hotel Jen Malé

Mongolia
- Shangri-La Hotel, Ulán Bator

Singapur
- Shangri-La Apartments, Singapur
- Shangri-La Hotel, Singapur
- Shangri-La's Rasa Sentosa Resort & Spa, Singapur
- Hotel Jen Tanglin Singapore
- Hotel Jen Orchardgateway Singapore

Sri Lanka
- Shangri-La's Hambantota Resort & Spa, Hambantota
- Shangri-La Hotel, Colombo

Taiwán
- Shangri-La's Far Eastern Plaza Hotel, Tainan
- Shangri-La's Far Eastern Plaza Hotel, Taipéi

Tailandia
- Shangri-La Hotel, Bangkok
- Shangri-La Hotel, Chiang Mai

### Europa
- Shangri-La Hotel, París
- Shangri-La Hotel at The Shard, Londres
- Shangri-La Bosphorus, Estambul

### Oriente Medio
- Shangri-La Hotel, Qaryat Al Beri, Abu Dhabi
- Traders Hotel, Qaryat Al Beri, Abu Dhabi
- Shangri-La Hotel, Baréin (2022)
- Shangri-La Hotel, Doha
- Shangri-La Hotel, Yeda
- Shangri-La Hotel, Dubái
- Shangri-La Al Husn Resort & Spa, Mascate
- Shangri-La's Barr Al Jissah Resort & Spa, Mascate

### África
- Shangri-La’s Le Touessrok Resort & Spa, Mauricio
- Beach Villas by Shangri-La's Le Touessrok, Mauricio

### Canadá
- Shangri-La Hotel, Toronto
- Shangri-La Hotel, Vancouver

### Oceanía
- Shangri-La Hotel, The Marina, Cairns
- Shangri-La Hotel, Sídney
- Shangri-La Hotel, Melbourne (2022)
- Shangri-La's Fijian Resort & Spa, Yanuca Island